# یک قدم نزدیکتر
"یک قدم نزدیکتر" (به انگلیسی: One Step Closer) نام ترانه‌ای از گروه راک آمریکایی لینکین پارک است. این ترانه به عنوان اولین تک‌آهنگ و دومین قطعهٔ آلبوم نظریه دورگه در ۲۸ سپتامبر ۲۰۰۰ منتشر شد. همچنین این ترانه به بازی Rock Band 2 اختصاص دارد. ریمیکسی از این ترانه به نام "1Stp Klosr" در آلبوم "ری-انیمیشن" وجود دارد.

## موزیک ویدئو
موزیک ویدئو این آهنگ را جو هان ساخت و ابتدا قرار بود مانند ویدئوی ضعیف شامل صحنه‌هایی از اجرای گروه به همراه طرفداران باشد. این ویدئو در لس آنجلس و در عمق ۶۳ فوتی زیر رمین متروی متروکه مجاور یک بیمارستان متروکه فیلمبرداری شد. ویدئو با نشان دادن گروهی از نوجوانان که بازیگران محلی هستند آغاز می‌شود. دو نفر از آنها مردی راهب مانند را که لباس کلاهداری دارد دنبال می‌کنند و به محل اجرای گروه که محلی تاریک و مبهم است می‌رسند. در این محل افرادی در حال انجام حرکات رزمی هستند. در آخر دو جوان از محل می‌گریزند و ویدئو با گفتن کلماتی از چستر بنینگتون به پایان می‌رسد. در این ویدئو بیسیست دیو "فینیکس" فارل حضور ندارد و اسکات کوزیول، عضو سابق گروه، برای لینکین پارک گیتار می‌زند.
.

## رتبه در جدول
| جدول (2000)                              | رتبه در جدول |
| ---------------------------------------- | ------------ |
| جدول تک‌آهنگهای استرالیا                  | ۴            |
| جدول تک‌آهنگهای اتریش                     | ۳۸           |
| جدول تک‌آهنگهای آلمان                     | ۳۲           |
| جدول تک‌آهنگهای ایتالیا                   | ۴۶           |
| جدول تک‌آهنگهای هلند                      | ۵۷           |
| جدول تک‌آهنگهای لهستان                    | ۱۶           |
| جدول تک‌آهنگهای سوئد                      | ۴۶           |
| جدول تک‌آهنگهای سوئیس                     | ۴۲           |
| جدول تک‌آهنگهای بریتانیا                  | ۱۴           |
| بیلبورد آمریکا - بهترین‌های مین‌استریم     | ۴            |
| بیلبورد آمریکا - بهترین آهنگهای مدرن راک | ۵            |
| بیلبورد آمریکا بیلبورد ۱۰۰               | ۷۵           |